# Adamierz (województwo małopolskie)
Adamierz – wieś w Polsce, położona w województwie małopolskim, w powiecie dąbrowskim, w gminie Olesno.
| SIMC    | Nazwa   | Rodzaj    |
| ------- | ------- | --------- |
| 0825195 | Błonie  | część wsi |
| 0825203 | Pańskie | część wsi |

W latach 1975–1998 wieś administracyjnie należała do województwa tarnowskiego.
Według danych z 2011 roku wieś zamieszkiwało 281 osób.